# Выборы президента США в Мэне (2024)
Вы́боры Президе́нта США 2024 го́да в Мэ́не прошли во вторник, 5 ноября. В них приняли участие все 50 штатов, а также округ Колумбия. Избиратели Мэна выбирали выборщиков, которые будут представлять их в Коллегии выборщиков, путём всенародного голосования. Мэн имеет 4 голоса выборщиков в Коллегии выборщиков после перераспределения в результате переписи населения США 2020 года (штат сохранил имевшееся ранее количество голосов).
В отличие от всех других штатов, кроме Небраски, Мэн присуждает два голоса выборщиков по всему штату в целом и по одному голосу за каждый округ конгресса. Ожидается, что голоса по штату будут оспариваться обеими партиями, но предпочтение отдаётся кандидату в президенты от Демократической партии, который в последний раз победил республиканца в 1988 году. Ожидается, что два округа конгресса будут разделены между кандидатами от Демократической и Республиканской партий, что произошло в 2016 и 2020 годах.

## Внутрипартийные выборы
Праймериз обеих партий состоялись в супервторник, 5 марта 2024 года.

### Праймериз Демократической партии
| Кандидат              | Голоса | %    | Делегаты |
| --------------------- | ------ | ---- | -------- |
| Джо Байден            | 60 018 | 82,8 | 24       |
| Испорченные бюллетени | 7359   | 10,2 | 0        |
| Дин Филлипс           | 4623   | 6,4  | 0        |
| Вписанные кандидаты   | 480    | 0,7  | 0        |
| Всего                 | 72 480 | 100  | 24       |

### Праймериз Республиканской партии
| Кандидат                 | Голоса  | %    | Делегаты |
| ------------------------ | ------- | ---- | -------- |
| Дональд Трамп            | 79 034  | 71,9 | 20       |
| Никки Хейли              | 27 912  | 25,4 | 0        |
| Рон Десантис (снялся)    | 1191    | 1,1  | 0        |
| Испорченные бюллетени    | 1022    | 0,9  | 0        |
| Вивек Рамасвами (снялся) | 440     | 0,4  | 0        |
| Райан Бинкли (снялся)    | 299     | 0,3  | 0        |
| Всего                    | 109 898 | 100  | 20       |

## Всеобщие выборы

### Предвыборная статистика
Обозначения:
- Р — равенство
- НП — небольшое преимущество
- ДП — достаточное преимущество
- СП — существенное, но преодолимое преимущество
- ОП — огромное преимущество

| Источник              | Рейтинг | По состоянию на: |
| --------------------- | ------- | ---------------- |
| Cook Political Report | СП (Д)  | 19 декабря 2023  |
| Inside Elections      | СП (Д)  | 26 апреля 2023   |
| Sabato's Crystal Ball | СП (Д)  | 29 июня 2023     |
| DDHQ/The Hill         | ДП (Д)  | 9 июля 2024      |
| CNalysis              | СП (Д)  | 30 декабря 2023  |
| CNN                   | ОП (Д)  | 14 января 2024   |
| The Economist         | Р       | 19 июля 2024     |
| 538                   | СП (Д)  | 15 июля 2024     |
| RCP                   | ДП (Д)  | 26 июня 2024     |

### Опросы

#### По всему штату
Камала Харрис vs. Дональд Трамп
| Источник опроса             | Период проведения            | Размер выборки | Уровень погрешности | Камала Харрис Демократическая | Дональд Трамп Республиканская | НИ   |
| --------------------------- | ---------------------------- | -------------- | ------------------- | ----------------------------- | ----------------------------- | ---- |
| Digital Research            | 10 сентября — 7 октября 2024 | 604 (ЗИ)       | ±4,0 %              | 48 %                          | 41 %                          | 11 % |
| Pan Atlantic Research       | 5—15 сентября 2024           | 812 (ПИ)       | —                   | 50 %                          | 41 %                          | 9 %  |
| University of New Hampshire | 15—19 августа 2024           | 951 (ПИ)       | ±3,2 %              | 58 %                          | 41 %                          | 1 %  |
| University of New Hampshire | 23—25 июля 2024              | 1445 (ПИ)      | ±2,6 %              | 54 %                          | 45 %                          | 1 %  |

#### По 1-му округу конгресса
Камала Харрис vs. Дональд Трамп
| Источник опроса                           | Период проведения            | Размер выборки | Уровень погрешности | Камала Харрис Демократическая | Дональд Трамп Республиканская | НИ   |
| ----------------------------------------- | ---------------------------- | -------------- | ------------------- | ----------------------------- | ----------------------------- | ---- |
| Digital Research                          | 10 сентября — 7 октября 2024 | 303 (ЗИ)       | ±4,0 %              | 56 %                          | 33 %                          | 11 % |
| Pan Atlantic Research                     | 5—15 сентября 2024           | 414 (ПИ)       | —                   | 58 %                          | 32 %                          | 10 % |
| University of New Hampshire               | 15—19 августа 2024           | 476 (ПИ)       | —                   | 64 %                          | 36 %                          | —    |
| University of New Hampshire Survey Center | 23—25 июля 2024              | 732 (ПИ)       | ±2,5 %              | 60 %                          | 39 %                          | 1 %  |

#### По 2-му округу конгресса
Дональд Трамп vs. Камала Харрис
| Источник опроса                           | Период проведения            | Размер выборки | Уровень погрешности | Дональд Трамп Республиканская | Камала Харрис Демократическая | НИ   |
| ----------------------------------------- | ---------------------------- | -------------- | ------------------- | ----------------------------- | ----------------------------- | ---- |
| Axis Research (R)                         | 17—20 октября 2024           | 411 (ПИ)       | ±4,8 %              | 50 %                          | 41 %                          | 9 %  |
| Digital Research                          | 10 сентября — 7 октября 2024 | 301 (ЗИ)       | ±4,0 %              | 49 %                          | 40 %                          | 11 % |
| Axis Research (R)                         | 3—6 октября 2024             | —              | —                   | 46 %                          | 44 %                          | 10 % |
| Pan Atlantic Research                     | 5—15 сентября 2024           | 398 (ПИ)       | —                   | 49 %                          | 42 %                          | 9 %  |
| University of New Hampshire               | 15—19 августа 2024           | 432 (ПИ)       | —                   | 47 %                          | 52 %                          | 1 %  |
| University of New Hampshire Survey Center | 23—25 июля 2024              | 701 (ПИ)       | ±2,5 %              | 51 %                          | 49 %                          | —    |